# Last Embrace
Last Embrace (Nederlands: Laatste Omhelzing) is een Amerikaanse thriller uit 1979, geregisseerd door Jonathan Demme. De film is gebaseerd op de roman The 13th Man van Murray Teigh Bloom. De hoofdrollen zijn gespeeld door Roy Scheider, Janet Margolin en Christopher Walken.

## Verhaal
De overheidsagent Harry Hannan (Scheider) reist over de Texaanse grens van El Paso naar een stad in Mexico om een contactpersoon te ontmoeten in een kantine. Het blijkt een valstrik en zijn vrouw wordt vermoord.
Hannan belandt in een sanatorium in Connecticut, waar zijn geestelijke gezondheid in twijfel wordt getrokken. Hij ontvangt een geheimzinnige anonieme brief, in het Hebreeuws geschreven en ondertekend met "Avenger of Blood".
Geholpen door een vrouw genaamd Ellie Fabian (Margolin), die ook enkele geheimen kent, komt Hannan terecht in een levensbedreigende achtervolging bij de Niagarawatervallen.

## Rolverdeling
| Acteur             | Personage       |
| ------------------ | --------------- |
| Roy Scheider       | Harry Hannan    |
| Janet Margolin     | Ellie Fabian    |
| Christopher Walken | Eckart          |
| Sam Levene         | Sam Urdeil      |
| John Glover        | Richard Peabody |
| Marcia Rodd        | Adrian          |
| Charles Napier     | Quittle         |
| David Margulies    | Rabbi Drexel    |